# Urariopsis cordifolia
Urariopsis cordifolia är en ärtväxtart som först beskrevs av Nathaniel Wallich, och fick sitt nu gällande namn av Anton Karl Schindler. Urariopsis cordifolia ingår i släktet Urariopsis och familjen ärtväxter. Inga underarter finns listade i Catalogue of Life.